# Fidèle Agbatchi
Fidèle Agbatchi (ur. 23 października 1950 w Savé) – beniński duchowny katolicki, arcybiskup metropolita Parakou w latach 2000-2010.

## Życiorys
Święcenia kapłańskie przyjął 7 stycznia 1978. Był m.in. pracownikiem Kongregacji Nauki Wiary (1992-2000).

### Episkopat
14 kwietnia 2000 został mianowany przez papieża Jana Pawła II arcybiskupem metropolitą Parakou. Sakry biskupiej udzielił mu 10 czerwca tegoż roku ówczesny dziekan Kolegium Kardynalskiego, kard. Bernardin Gantin.
3 listopada 2010 papież Benedykt XVI przyjął jego rezygnację z pełnionego urzędu.